# Sojuz TM-8
Sojuz TM-8 è la denominazione di una missione della navicella spaziale Sojuz T verso la stazione spaziale sovietica Mir. Si trattò dell'ottavo volo di una navicella Sojuz verso la predetta stazione spaziale nonché dell'ottantaquattresimo volo nell'ambito del programma Sojuz sovietico.

## Equipaggio
| Ruolo             | Equipaggio                                         | Equipaggio                                         |
| ----------------- | -------------------------------------------------- | -------------------------------------------------- |
| Comandante        | Aleksandr Viktorenko, Roscosmos Mir 5 Secondo volo | Aleksandr Viktorenko, Roscosmos Mir 5 Secondo volo |
| Ingegnere di volo | Aleksandr Serebrov, Roscosmos Mir 5 Terzo volo     | Aleksandr Serebrov, Roscosmos Mir 5 Terzo volo     |

### Equipaggio di riserva
| Ruolo             | Equipaggio                    | Equipaggio                    |
| ----------------- | ----------------------------- | ----------------------------- |
| Comandante        | Anatolij Solov'ëv, Roscosmos  | Anatolij Solov'ëv, Roscosmos  |
| Ingegnere di volo | Aleksandr Balandin, Roscosmos | Aleksandr Balandin, Roscosmos |

## Missione
Per la prima volta nella storia dell'esplorazione umana dello spazio, il lanciatore Sojuz era quasi completamente coperto e decorato di avvisi pubblicitari.
Mentre la navicella Sojuz stava effettuando la manovra di aggancio alla stazione spaziale Mir (a soli 4 metri di distanza!), il sistema automatico per l'esecuzione della manovra rendezvous e di aggancio del tipo "Kurs" ebbe un disfunzionamento totale e solo grazie alla prontezza del cosmonauta Viktorenko, che immediatamente passo al pilotaggio manuale, allontanando la navicella di oltre 20 metri, la missione non dovette essere interrotta. L'aggancio pilotato manualmente riuscì a perfezione e i due cosmonauti poterono salire a bordo della Mir, che dal 26 aprile 1989 (distacco della Sojuz TM-7) si trovava priva di equipaggio. La navicella rimarrà agganciata alla stazione spaziale per ben 166 giorni di missione, cioè per tutto il tempo che i due cosmonauti soggiorneranno a bordo della Mir.
Il 29 settembre 1989 i due cosmonauti montarono l'attrezzatura e gli strumenti necessari per il sistema di aggancio da impegnare per attaccarvi il modulo del peso di ben 20 tonnellate Kvant 2, il primo di una serie di moduli impegnati per ampliare e potenziare le possibilità di impegno della stazione spaziale. Il 30 settembre vi fu una potentissima protuberanza solare e le prime stime effettuate da parte di esperti presso il centro di controllo di volo indicarono che i cosmonauti sarebbero stati esposti alle pericolose radiazioni per un periodo e, in particolare, per un livello di intensità di moltissimo superiore al limite massimo previsto o considerato non pericoloso per l'incolumità dei cosmonauti. Ciò nonostante venne deciso di continuare la missione come previsto. Al rientro a terra, le analisi mediche daranno un risultato sorprendente per tutti gli esperti: i cosmonauti non avevano valori diversi da quelli registrati in occasione di precedenti missioni della durata di due settimane, nonostante fossero rimasti in orbita per ben 166 giorni!
Il 10 ottobre venne dato l'annuncio ufficiale che a causa di problemi con i chip del computer di bordo che dovevano essere montati all'interno del secondo modulo d'ampliamento della configurazione della stazione spaziale Mir, il lancio di questo modulo doveva essere spostato di almeno 40 giorni dalla data originaria prevista per il 16 ottobre. Siccome l'obiettivo principale della missione di Viktorenko e Serebrov fu, per l'appunto, il ricevimento, il controllo e l'attivazione del citato secondo modulo, poterono effettuare nel frattempo una revisione generale della stazione spaziale.

## Ulteriori dati di volo
- aggancio alla MIR: 7 settembre 1989 22:25:26 UTC
- distacco dalla MIR: 19 febbraio 1990, 01:06:20 UTC
- Denominazione Astronomica Internazionale: 1989-71

I parametri sopra elencati indicano i dati pubblicati immediatamente dopo il termine della fase di lancio. Le continue variazioni ed i cambi di traiettoria d'orbita sono dovute alle manovre di aggancio. Pertanto eventuali altre indicazioni risultanti da fonti diverse sono probabili ed attendibili in considerazione di quanto descritto.